# Valeriana bridgesii
Valeriana bridgesii là một loài thực vật có hoa trong họ Kim ngân. Loài này được Hook. & Arn. miêu tả khoa học đầu tiên..